# مارك ديبارغ
مارك ديبارغ (بالإنجليزية: Mark DeBarge)‏ هو مغن مؤلف ومغني أمريكي، ولد في 19 يونيو 1959 في ديترويت في الولايات المتحدة.

## وصلات خارجية
- مارك ديبارغ على موقع IMDb (الإنجليزية)
- مارك ديبارغ على موقع ميوزك برينز (الإنجليزية)
- مارك ديبارغ على موقع إن إن دي بي (الإنجليزية)
- مارك ديبارغ على موقع ديسكوغز (الإنجليزية)
- مارك ديبارغ على موقع ديسكوغز (الإنجليزية)